# فيتامين ب1
الثيامين المعروف أيضا باسم فيتامين بي1 هو فيتامين، وهو عنصر غذائي دقيق أساسي، لا يمكن صُنعه في الجسم. يوجد في الطعام ويتم تصنيعه تجاريًا ليكون مكملًا غذائيًا أو دواء. الثيامين ضروري لعملية التمثيل الغذائي بما في ذلك الجلوكوز، الأحماض الأمينية، والليبيدات. تشمل المصادر الغذائية للثيامين الحبوب الكاملة، البقوليات وبعض اللحوم والأسماك. تزيل معالجة الحبوب الكثير من محتوى الثيامين، لذلك في العديد من البلدان يتم إثراء الحبوب والدقيق بالثيامين. تتوفر المكملات والأدوية لعلاج ومنع نقص الثيامين والاضطرابات التي تنجم عنه، بما في ذلك مرض البري بري واعتلال دماغي فيرنكي. تشمل الاستخدامات الأخرى علاج داء البول القيقبي ومتلازمة لي. تؤخذ عادة عن طريق الفم، ولكن يمكن أيضًا أن تُعطى عن طريق الحقن الوريدي أو العضلي.
مكملات الثيامين جيدة التحمل بشكل عام. قد تحدث تفاعلات تحسسية، بما في ذلك الحساسية المفرطة، عند إعطاء جرعات متكررة عن طريق الحقن. الثيامين مدرج في قائمة الأدوية الأساسية لمنظمة الصحة العالمية. الثيامين متاح كدواء عام، وكدواء-بدون وصفة طبية.

## التعريف
الثيامين، المعروف أيضا باسم فيتامين بي1، هو أحد فيتامينات بي. على عكس الفولات وفيتامين بي6، اللذين يحدثان في عدة أشكال ذات صلة كيميائيا تعرف باسم فيتامرز، الثيامين هو مركب كيميائي واحد فقط. إنه قابل للذوبان في الماء، الميثانول والجلسرين، ولكنه غير قابل للذوبان عمليا في المذيبات العضوية الأقل قطبية. عادة ما يتم توفير الثيامين كملح كلوريد. إنه يتحلل بسبب التعرض للحرارة. داخل الجسم، أفضل شكل هو بيروفوسفات الثيامين (TPP)، ويسمى أيضا ثنائي فوسفات الثيامين، وهو أنزيم في هدم السكريات والأحماض الأمينية.

## النقص
تشمل العلامات غير المحددة لنقص الثيامين الشعور بالتوعك، فقدان الوزن، التهيج، والارتباك. تشمل الاضطرابات المعروفة الناجمة عن نقص الثيامين البري بري، ومتلازمة فيرنيك كورساكوف، الاعتلال العصبي البصري، مرض لي، والترنح الموسمي الأفريقي (أو الرنح الموسمي النيجيري) وانحلال الميالين الجسري المركزي.
في الدول الغربية، يعد إدمان الكحول المزمن سببا ثانويا. كما يتعرض للخطر كبار السن والأشخاص المصابين بفيروس نقص المناعة البشرية/الإيدز أو مرض السكري، والأشخاص الذين خضعوا لجراحة لعلاج البدانة. ارتبطت درجات متفاوتة من نقص الثيامين بالاستخدام طويل الأجل لجرعات عالية من مدرات البول.

## الاستعمال الطبي

### نقص الثيامين
نقص الثيامين (البري بري): النقص الحاد والمزمن للثيامين يؤدي إلى مضاعفات قد تشكل خطورة بالغة على الجهاز العصبي والمخ والعضلات والقلب والمعدة والأمعاء. تم تسجيل آثار نقص الثيامين منذ 2600 سنة قبل الميلاد في النصوص الصينية القديمة، حيث أطلق عليها وقتها عبارة «البري بري».
البري بري تم تقسيمها إلى ثلاثة أنواع فرعية:
- البري بري الجاف ويشير إلى مضاعفات عصبية عضلية مثل مرض الأعصاب الطرفية والضعف.
- البري بري الرطب ويشير إلى مضاعفات مثل الفشل في عضلة القلب القلب (البري بري من نوع شوشين).
- البري بري الدماغية يشير إلى مضاعفات الجهاز العصبي المركزي (الدماغ) مثل متلازمة التلف الدماغي، حركات عين غير اعتيادية/ الاختلال العقلي، أو متلازمة كورساكوف، الفتور والارتباك والعجز الشديد في الذاكرة والنسيان وعدم القدرة على التعلم. وربما يؤدي نقص الثيامين إلى اتحاد المرضين السابقين معًا فيما يعرف بمتلازمة فرنيكيه كورساكوف.

تقص لثيامين قد ينتج عن عدم الحصول على الكفاية منه خلال تناول الغذاء، أو زيادة الكمية المطلوبة من الثيامين في الجسم، أو الإفراط في فقدان الجسم للثيامين. كما يمكن أن ينتج بسبب استهلاك مضاد الثيامين ضمن الطعام. الأفراد الذين قد يكونوا في خطر نقص الثيامين هم:
- مدمني الكحول
- المرضى الذين يتلقون تغذية بالحقن (تغذية مجموع بارينتيرال) لأكثر من 7 أيام بدون وجود الفيتامينات أو الثيامين،
- مرضى الغسيل الكلوي.

يرتبط مرض البري بري في الشرق بالأغذية الفقيرة في الثيامين الغنية بالكربوهيدرات مثل الأرز المقشور ولذلك فهو مستوطن في إندونيسيا وبعض أجزاء آسيا. وهو يؤثر على الجهاز الدوري والعضلي والعصبي والهضمي. الأعراض المبكرة للبري بري تشمل الإجهاد والدوار وفقدان الشهية وضعف التركيز الذهني وأمراض الأعصاب الطرفية. وقد حدثت الحالات الوحيدة المعروفة من زيادة الثيامين عن طريق الحقن بالثيامين.

### مكملات ما قبل الولادة
تحتاج النساء الحوامل أو المرضعات إلى مزيد من الثيامين.  بالنسبة للنساء الحوامل والمرضعات، فإن خطر نقص الثيامين هي أكبر من الأناس الطبيعيين بسبب حاجتهم المتزايدة مؤقتًا لهذه المغذيات. في فترة الحمل، من المحتمل أن يكون هذا بسبب إرسال الثيامين بشكل تفضيلي إلى الجنين والمشيمة، خاصة خلال الثلث الثالث من الحمل. بالنسبة للنساء المرضعات، يتم توصيل الثيامين في حليب الثدي حتى لو أدى ذلك إلى نقص الثيامين في الأم. النساء الحوامل المصابات بقيء مفرط حملي معرضات أيضًا لخطر متزايد للإصابة بنقص الثيامين بسبب الخسائر أثناء القيء.
الثيامين جانب مهم ليس فقط لتطور غشاء الميتوكوندريا، ولكن أيضًا لوظيفة الغشاء المشبكي. كما تم اقتراح أن نقص الثيامين يلعب دورًا في ضعف نمو دماغ الرضيع الذي يمكن أن يؤدي إلى متلازمة موت الرضيع المفاجئ (SIDS).

### استعمالات أخرى
يعتبر الثيامين علاجا لبعض أنواع داء البول القيقبي ومتلازمة لي.

## التوصيات الغذائية
وفقاً للأكاديمية الوطنية للعلوم بالولايات المتحدة، فإن الاحتياج اليومي لفيتامين بي1 كالآتي:
| الولايات المتحدة                                            |                       |                                 |
| فئة عمرية                                                   | احتياج يومي (ملغ/يوم) | مستوى المدخول العلوي المسموح به |
| الرضع 0–6 أشهر                                              | 0.2*                  | لا يوجد                         |
| الرضع 6–12 أشهر                                             | 0.3*                  | لا يوجد                         |
| 1–3 سنوات                                                   | 0.5                   | لا يوجد                         |
| 4–8 سنوات                                                   | 0.6                   | لا يوجد                         |
| 9–13 سنوات                                                  | 0.9                   | لا يوجد                         |
| الإناث 14–18 سنوات                                          | 1.0                   | لا يوجد                         |
| الذكور 14+ سنوات                                            | 1.2                   | لا يوجد                         |
| الإناث 19+ سنوات                                            | 1.1                   | لا يوجد                         |
| الإناث الحوامل/المرضعات 14–50                               | 1.4                   | لا يوجد                         |
| * كمية كافية للرضع، حيث لم يتم بعد إنشاء قيم مرجعية غذائية. |                       |                                 |

## الامتصاص، التمثيل الغذائي والإفراز
يتم تحلل استرات فوسفات الثيامين في الطعام إلى الثيامين بواسطة الفوسفاتيز القلوي المعوي في الأمعاء الدقيقة العليا. عند التركيزات المنخفضة، يتم بوساطة عملية الامتصاص الناقل. عند التركيزات الأعلى، يحدث الامتصاص أيضا عن طريق الانتشار السلبي. يمكن تثبيط النقل النشط عن طريق استهلاك الكحول أو نقص حمض الفوليك.
ترتبط غالبية الثيامين في المصل بالبروتينات، وخاصة الألبيومين. حوالي 90٪ من إجمالي الثيامين في الدم موجود في خلايا الدم الحمراء. تم تحديد بروتين ملزم محدد يسمى بروتين ربط الثيامين (TBP) في مصل الفئران ويعتقد أنه بروتين حامل منظم بالهرمونات مهم لتوزيع أنسجة الثيامين. يحدث امتصاص الثيامين من قبل خلايا الدم والأنسجة الأخرى عن طريق النقل النشط والانتشار السلبي. حوالي 80٪ من الثيامين داخل الخلايا هو فسفرة ومعظمها مرتبط بالبروتينات. عضوان من عائلة جينات SLC من البروتينات الناقلة المشفرة بالجينات SLC19A2 و SLC19A3 قادران على نقل الثيامين. في بعض الأنسجة، يبدو أن امتصاص الثيامين وإفرازه بوساطة ناقل الثيامين القابل للذوبان الذي يعتمد على Na+ وتدرج البروتون عبر الخلايا.
يبلغ التخزين البشري للثيامين حوالي 25 إلى 30 ملغ، مع أكبر تركيزات في العضلات الهيكلية، القلب، الدماغ، الكبد والكلى. الثيامين أحادي الفوسفات والثيامين الحر (غير المفسفر) موجود في البلازما، الحليب، السائل النخاعي، ويفترض أن جميع السوائل خارج الخلية. على عكس الأشكال الفسفرة للغاية من الثيامين، فإن الثيامين أحادي الفوسفات والثيامين الحر قادران على عبور أغشية الخلايا. لقد ثبت أن الكالسيوم والمغنيسيوم يؤثران على توزيع الثيامين في الجسم وقد ثبت أن نقص المغنيسيوم يؤدي إلى تفاقم نقص الثيامين. محتويات الثيامين في الأنسجة البشرية أقل من محتويات الأنواع الأخرى.
يفرز الثيامين ومستقلباته (2-methyl-4-amino-5-pyrimidine carboxylic acid و 4-methyl-thiazole-5-acetic acid وغيرها) بشكل أساسي في البول.

## مشتقاته
- سولبوتيامين، يسوق تحت الاسم التجاري أركاليون (بالإنجليزية: Arcalion)‏

## الآثار الجانبية
يعتبر الثيامين جيد وغير سام عند تناوله عن طريق الفم. في حالات نادرة، تم الإبلاغ عن آثار جانبية ضارة عند إعطاء الثيامين وريديا منها تفاعلات الحساسية والغثيان والخمول والترنح.

## التفاعل مع المواد الأخرى

### مع العقاقير الأخرى
ليس له أي تفاعلات أو آثار جانبية إلا إذا كان مع حمض البانتوثينيك فقد تسبب زيادته في اضطرابات معوية.

## اقرأ أيضاً
- فيتامين أ
- فيتامين دي
- فيتامين بي مركب
- فيتامين بي2 (رايبوفلافين)
- فيتامين بي3 (ناياسين)
- فيتامين بي5 (حمض بانتوثينيك)
- فيتامين بي6 (بيريدوكسين)
- فيتامين بي7 (بيوتين)
- حمض فوليك (بي 9)
- فيتامين بي12 (كوبالامين)
- فيتامين سي (حمض أسكوربيك)
- فيتامين إي
- فيتامين كي